# 動作片演員
動作片演員又稱武打演員、打仔，是屬於動作類型電影裡的靈魂人物，觀眾要求此等演員演技多於一般普通演員，使用武器需出手俐落，還會功夫，並且不可時常使用替身演員，較知名動作片演員有：

## 1950年代－1960年代代表
動作片銜接1950年代、1960年代之前美國西部片，1970年代代之而起的是中國功夫發揚團：
- 關德興
- 袁小田（袁和平和袁祥仁的父親）
- 曹達華
- 石堅
- 韓英傑（于占元的女婿）
- 王羽（台灣）
- 田豐（台灣）
- 岳華
- 陳鴻烈
- 谷峰
- 詹姆士·柯本（李小龍的徒弟，美國）
- 史提夫麥昆（李小龍的徒弟，美國）
- 寇克·道格拉斯（麥可·道格拉斯的父親，美國）
- 亨利·方達（珍·方達的父親，荷蘭裔美國籍）
- 約翰·韋恩（美國）
- 詹姆斯·史都華（美國）
- 史恩·康納萊（007，英國）
- 喬治·拉贊貝（007，澳洲）
- 于素秋（女，于占元的女兒）
- 鄭佩佩（女）
- 蕭芳芳（女）

## 1970年代代表
- 李小龍
- 衛子雲（李小龍的師兄弟）
- 狄龍
- 傅聲
- 姜大衛
- 劉家良
- 劉家輝
- 劉家榮
- 黃家達
- 陳觀泰
- 石修
- 陳星
- 陳惠敏
- 羅烈
- 孟飛
- 譚道良
- 梁家仁
- 梁小龍
- 徐少強
- 樊梅生（樊少皇的父親）
- 田俊
- 劉永
- 高飛
- 顧冠忠
- 郭追（台灣）
- 王冠雄（台灣）
- 黃正利（韓國）
- 黃仁植（韓國合氣道黑帶七段，曾與李小龍演出電影：猛龍過江，韓國）
- 池漢載（韓國合氣道金帶掌門人，曾與李小龍演出電影：死亡遊戲，韓國）
- 倉田保昭（日本）
- 亞蘭·德倫（法國）
- 勞勃·狄尼洛（義大利裔美國籍）
- 查克·羅禮士（世界空手道冠軍，與李小龍演出電影：猛龍過江，美國）
- 羅傑·摩爾（007，英國）
- 查禮士·布朗遜（美國）
- 大衛·卡拉定（一位中美混血少林武僧流浪於1870年美國西部，美國）
- 茅瑛（女，台灣）
- 徐楓（女，台灣）
- 上官靈鳳（女，台灣）
- 嘉凌（女，台灣）
- 楊惠姍（女，台灣）
- 焦姣（女）

## 1980年代代表
- 洪金寶（元龍，七小福成員）
- 元華（七小福成員，李小龍的指定替身）
- 袁和平 （元慶，七小福成員）
- 成龍（元樓，七小福成員）
- 元彪（七小福成員）
- 林正英（七小福成員）
- 元奎（七小福成員）
- 盧惠光（成龍的武術指導）
- 鍾發（七小福成員）
- 狄威（台灣）
- 柯受良（台灣）
- 陳勳奇
- 孟海
- 劉德華 （曾學習洪拳）[1]
- 莫少聰
- 吳廷燁
- 錢小豪
- 周潤發
- 任達華
- 徐錦江
- 李修賢
- 呂良偉
- 李元霸
- 惠天賜
- 董瑋
- 陳治良
- 任世官
- 席維斯·史特龍（洛基、第一滴血，義大利裔美國籍）
- 阿諾·史瓦辛格 （魔鬼終結者，奧地利裔美國籍）
- 湯姆·克魯斯（波蘭裔美國籍）
- 布魯斯·威利（終極警探，德國裔美國籍）
- 哈里遜·福特（美國）
- 克里斯多福·李維（超人，美國）
- 湯米·李·瓊斯（美國）
- 寇特·羅素（美國）
- 麥可·道格拉斯（美國）
- 克林伊斯威特（美國）
- 米基·洛克（美國）
- 丹尼·葛洛佛（致命武器，美國）
- 梅爾·吉勃遜（致命武器，愛爾蘭裔澳洲籍）
- 大衛·赫索霍夫（霹靂遊俠李麥克，德國裔美國籍）
- 李察·狄恩·安德森（百戰天龍馬蓋先，美國）
- 湯姆·塞立克（美國）
- 尼克·諾特（美國）
- 楊波·貝蒙（法國）
- 杜夫朗格（瑞典）
- 提摩西·達頓（007，英國）
- 真田廣之（日本）
- 高倉健（日本）
- 松田優作（日本）
- 楊紫瓊（女，馬來西亞）
- 胡慧中（女，台灣）
- 惠英紅（女）
- 高麗虹（女）
- 雪歌妮·薇佛（女，電影異形女主角，美國）
- 琳達·漢彌頓（女，魔鬼終結者之莎拉康納，美國）
- 羅芙洛（女，美國）
- Gena Rowlands（女，Gloria）
- 大島由加利（女，日本）
- 西脇美智子（女，日本）
- 楊麗菁（女，台灣）
- 林小樓（女，台灣）
- 李賽鳳（女）

## 1990年代表
- 李連杰
- 周星馳
- 甄子丹
- 趙文卓
- 熊欣欣
- 周比利（又名老虎，精武英雄演與李連杰對打之日本軍官，世界級華人拳王及搏擊冠軍）
- 于榮光
- 李子雄
- 釋小龍
- 鄒兆龍（倪星，台灣）
- 樓學賢（台灣）
- 連凱（台灣）
- 樊少皇
- 錢嘉樂（錢小豪(錢嘉華)之弟）
- 林國斌
- 尹揚明
- 王盛德（又名王慎德，英文名音譯羅素，美籍華裔）
- 王敏德（王盛德（羅素）之弟，美籍華裔）
- 李國豪（李小龍之子）
- 傑森·史考特·李（Jason Scott Lee，《李小龍傳》，華裔美國）
- 皮爾斯·布洛斯南（007，英國）
- Tchéky Karyo（法國）
- 魯格·豪爾（荷蘭）
- 尚·克勞德·范達美（波蘭）
- 克里斯多弗·藍伯特（泰山，法國裔美國籍）
- 方·基默（蝙蝠俠，美國）
- 史蒂芬·席格（愛爾蘭裔美國籍，日本合氣道黑帶七段）
- 馬汀·勞倫斯（美國）
- 威爾·史密斯（美國）
- 凱文·科斯納（美國）
- 查理·辛（美國）
- 馬克·德可斯可（Mark Dacascos，美國）
- 強·沃特（不可能的任務，斯洛伐克裔美國籍，女星安潔莉娜·裘莉父親）
- 千葉真一（日本）
- 北野武（日本）
- 原田芳雄（日本）
- 楊紫瓊（女，馬來西亞）
- 安潔莉娜·裘莉（女，斯洛伐克裔美國籍）
- 安妮·芭莉羅（Anne Parillaud，女，法國，霹靂煞）
- 島田陽子（女，日本）
- 高城富士美〔女，日本〕
- 梁琤〔女〕

## 2000年代代表
- 谢霆锋
- 伍允龍
- 張晉
- 安志杰
- 杜宇航（葉問前傳）
- 蔣璐霞
- 楊紫瓊
- 章子怡
- 吳京
- 胡軍
- 李鑼
- 陳國坤（李小龍傳奇）
- 連恩·尼遜（即刻救援，愛爾蘭）
- 傑森·史塔森（英國）
- 克里斯汀·貝爾（蝙蝠俠，英國）
- 丹尼爾·克雷格（007，英國）
- 布萊德·彼特（美國）
- 麥特·戴蒙（芬蘭裔美國籍）
- 巨石強森（美國）
- 馮·迪索（玩命關頭、Vin Diesel、限制級戰警、Triple X，義大利裔美國籍）
- 保羅·沃克（玩命關頭，美國）
- 布蘭登·費雪（美國）
- 小勞勃·道尼（钢铁侠，愛爾蘭裔美國籍）
- 克里斯·伊凡（美國隊長，美國）
- 陶比·麥奎爾（蜘蛛人，美國）
- 尼可拉斯·凱吉（義大利裔美國籍）
- 衛斯里·史奈普（美國）
- 勞倫斯·費雪朋（Laurence Fishburne，駭客任務）
- 約翰·屈伏塔（美國）
- 尚·雷諾（西班牙裔法國籍）
- 基努李維（悍衛戰警，駭客任務，加拿大）
- 休·傑克曼（X戰警金鋼狼，澳洲）
- 羅素·克洛（澳洲）
- 中村獅童（日本，霍元甲裡決戰李連杰）
- 渡邊謙（日本）
- 李炳憲（韓國）
- 東尼嘉（Tony Jaa，泰國）
- 元秋（女，七小福成員）
- 琴嘉（女，泰國）
- 蜜拉·喬娃薇琪（女，烏克蘭）
- 潔西卡·艾芭（女，墨西哥裔美國籍）
- 鄔瑪·舒曼（追殺比爾，女，美國）
- 荷莉·貝瑞（女，美國）
- 劉玉玲（女，華裔美國籍）
- 卡麥蓉·狄亞（女，古巴裔美國籍）
- Maggie Q（女，美國）
- 凱特·貝琴薩（女，英國）
- 戴文青木（女，美國籍日德混血）
- 史嘉蕾·喬韓森（女，波蘭裔美國籍）